# Jesús Izco
Jesús Izco Sevillano (Madrid, 1940) es un botánico y conservador español. Es investigador, profesor y actualmente catedrático emérito del Departamento de Botánica de la Universidad de Santiago de Compostela.
Autor del tratado de Botánica con más difusión en el mundo académico hispanohablante 
Obtuvo la licenciatura y el doctorado por la Universidad Complutense de Madrid.
Presidente de la Real Academia de Farmacia de Galicia (1999-2005)

## Algunas publicaciones
- Jesús Izco sevillano. 2016. Robles, dioses y hombres. Etnobotánica del género Quercus. Colección Monografías de Botánica Ibérica, n.º 19. Ed. Jolube Consultor Botánico y Editor, 424 pp. ISBN 978-84-945880-3-7.
- Íñigo Pulgar, Jesús Izco sevillano, oswaldo Jadán. 2010. Flora selecta de los pajonales de Loja, Ecuador. Ed. Abya-Yala, 175 pp. ISBN 9978229086, ISBN 9789978229088
- JESÚS IZCO SEVILLANO. 2004. Botánica 2ª Edición. Ed.  McGraw-Hill/Interamericana de España, 1000 pp. ISBN  9788448606091
- carlos Rodríguez dacal, Jesús Izco sevillano. 2003. Árboles monumentales en el patrimonio cultural de Galicia, vol. 2. Ed. Galicia. Consellería de Cultura, Comunicación Social e Turismo ISBN 8445336304, ISBN 9788445336304

## Eponimia
- (Lamiaceae) Thymus izcoi Rivas Mart., A.Molina & G.Navarro[6]
- (Poaceae) Dactylis izcoi (S.Ortiz & Rodr.Oubiña) Horjales, Laso & Redondo[7]